# Тонка (гурт)
Тóнка — український музичний проєкт, що створили навесні 2018 року Олена Карась та Ярослав Татарченко. Прогресивний електронний інді поп-гурт, що майстерно поєднує свіже сучасне звучання, нетривіальні експерименти та чіпку україномовну лірику.
2018 року вокалістка Олена Карась дійшла до чвертьфіналу восьмого сезону шоу «Голос країни» і того ж року познайомилася з Ярославом Татарченком, саунд-продюсером і фронтменом гурту MAiAK. Результатом їхньої співтворчості став проєкт Тонка. Згодом до гурту приєднався барабанщик Денис Швець.
12 квітня 2019 року дебют проєкту — гурт презентував перший сингл «Чоботи» та кліп на нього.
У доробку гурту 3 міні-альбоми, 6 відеоробіт, поява на українських фестивалях, виступ на розігріві у британської співачки Georgia, номінація на премію «Young Blood Jager Music Awards» та «Відкриття року Aprize» від радіо Аристократи.
У 2020 гурт потрапив до музичного каталогу українського інституту, посівши перше місце в категорії mainstream indie для представлення української сцени в Європі.

## Творчість

### ЕР «Так треба»
Вже 26 квітня вийшов дебютний мініальбом «Так треба»., куди увійшло чотири авторські треки.
|  | «Наша ідея — абсолютна свобода мислення та самовираження. Ми ніби одержимі красою та хочемо донести своє естетичне бачення в усьому — у музиці, візуальному мистецтві, змісту. Нас приваблює не тільки музика, але й сучасне мистецтво, архітектура, дизайн та мода. Ми хочемо ділитись своїми ідеями, занурюватись у наш світ та обмінюватись емоціями з такими ж небайдужими, неординарними особистостями». |

### ЕР «Таємна зброя»
2020 року вийшов мініальбом «Таємна зброя», що по звучанню став ближче до IDM.
|  | «Своєю музикою ми звертаємося до кожного, хто з цим зіткнувся, до кожного, хто опинився у кайданах своєї рутини, до кожного, хто заплутався і перестав чути себе справжнього» — Олена Карась. |

Таємна зброя — альбом про внутрішній пошук, про самоідентифікацію, про циклічність уподобань і втрат, які і формують унікальний шлях.

### ЕР «Плач»
У травні 2021 року вийшов ЕР «Плач» на музичному видавництві «Masterskaya».
Не обмежені рамками концепції, чотири треки немов живуть своїм життям. Фокус-трек альбому — пісня «Плач» була народжена в пориві натхнення творчістю Миколи Вінграновського. Гуляючи барахолкою, солістка групи натрапила на книгу «Українська Інтимна лірика». Рядки однойменного вірша так зрезонували з внутрішнім станом артистки, що через пару годин вона вже співала перші слова нової пісні під акомпанемент фортепіано.
Так, через півстоліття Тонка вдихнула нове життя в культурну спадщину не тільки своєї країни, а всього світу. Вони втілили у звуковій хвилі глибокодумність, прямолінійність, піднесеність і містику української поезії, а також актуальний і знайомий кожному посил про вибір, який ми робимо сьогодні, цієї хвилини.

### Сингл «Танцюй зі мною»
В листопаді 2021 гурт презентував танцювальний трек з нотами меланхолії, де вперше в Тонка прозвучало два голоси — солістки Альони Карась та саундпродюсера Ярослава Татарченка. Такий музичний прийом максимально підкреслює настрій і сенс пісні про те, як важливо мати близьку людину, з якою можна розділити все — навіть неспинно танцювати на тліючих мріях.

### ЕР «Знов молодість не буде»
22 лютого 2022 року гурт презентував новий мініальбом «Знов молодість не буде» на вірші українських поетів Олександра Олеся та Миколи Хвильового, а також випустив лірик-відео на пісню «Рятівник».

## Склад

### Склад
- Олена Карась — вокал
- Ярослав Татарченко — клавішні, саундпродюсер
- Олександр Явдик — ударні

### Колишні учасники
- Денис Швець — ударні

## Дискографія

### Міні-альбоми
- 2019 — «Так треба»
- 2020 — «Таємна зброя»
- 2021 — «Плач»
- 2022 — «Знов молодість не буде»

### Сингли
- «Танцюй зі мною» (2021)

### Відеокліпи
- 2019 — «Чоботи»
- 2019 — «Так треба»
- 2020 — «Таємна зброя»
- 2021 — «Плач»
- 2021 — «Києвиця»
- 2021 — «Танцюй зі мною»